# Evangeliar von Hereford

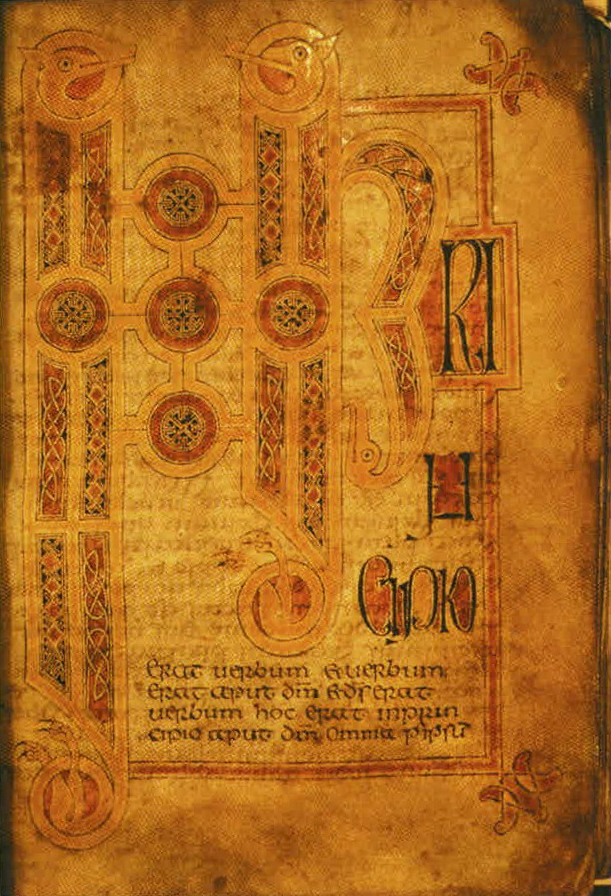
Johannes-Evangelium, erste Seite

Das Evangeliar von Hereford ist eine illuminierte Handschrift aus dem späten 8. Jahrhundert aus Wales oder Südwestengland.
Sie enthält den Text der vier Evangelien des Neuen Testaments in Minuskeln. Einige Initialen sind im keltischen Stil verziert (vgl. La-Tène-Stil) mit Spiralen und dreigeteilten Kreisen.
Der Text weicht an etwa 650 Stellen von der Vulgatafassung ab und ähnelt sehr dem Text des Lichfield-Evangeliars, was auf eine gemeinsame Texttradition hindeutet.
Die Handschrift entstand wahrscheinlich in einem Kloster in Wales, möglich ist auch ein Kloster im südwestlichen England.
Sie befindet sich heute in der Bibliothek der Kathedrale von Hereford, Signatur MS P.I.2.